# Claudio Jara
Claudio Miguel Jara Granados (ur. 6 maja 1959 w Heredii) – piłkarz kostarykański grający na pozycji napastnika, a także trener. Jego brat Geovanny Jara również był piłkarzem.

## Kariera klubowa
Przez całą karierę piłkarską Jara związany był z klubem z rodzinnej Heredii, CS Herediano. W jego barwach zadebiutował w 1982 roku w kostarykańskiej Primera División. W 1985 roku wywalczył z nim swój pierwszy tytuł mistrza kraju, a w swojej karierze jeszcze dwukrotnie zostawał mistrzem kraju w latach 1987 i 1993. Z Herediano grał także w Pucharze Mistrzów CONCACAF. W 1995 roku zakończył karierę w wieku 37 lat.

## Kariera reprezentacyjna
W reprezentacji Kostaryki Jara zadebiutował w 1983 roku. W 1990 roku został powołany przez selekcjonera Velibora Milutinovicia do kadry na Mistrzostwa Świata we Włoszech. Tam był podstawowym zawodnikiem swojej drużyny i wystąpił w 4 spotkaniach: ze Szkocją (1:0), z Brazylią (0:1), ze Szwecją (2:1) i w 1/8 finału z Czechosłowacją (1:4). Od 1983 do 1994 roku rozegrał w kadrze narodowej 46 spotkań i zdobył 11 goli.